# E001
E001 eller Europaväg 001 är en europaväg som börjar i Tbilisi i Georgien och slutar i Vanadzor i Armenien. Längd ungefär 160 km. Denna väg har inget samband med europavägen E1 (i Irland, Spanien och Portugal) trots sina likheter i vägnumret.

## Sträckning
Tbilisi - (gräns Georgien-Armenien) - Bagratasje - Vanadzor

## Standard
Vägen är landsväg hela sträckan, ganska krokig.

## Anslutningar till andra europavägar
- E60
- E117